# Televisión en Perú
La televisión en Perú es uno de los medios de comunicación masivos en el país y uno de los dominantes desde finales del siglo XX. Se desarrollaron en simultáneo con la radio entre los años 1950 y 1960 con el surgimiento de canales locales. Sin embargo, con la llegada de Velasco Alvarado, las estaciones se redujeron a 3 y volvió a resurgir en loa década de los años 1980 con cuatro nuevos canales, al menos en Lima.
En la actualidad, existen 2,254 estaciones de televisión en todo el Perú (2025), 128 de las cuales están en Lima. Siendo Cusco la región con más estaciones (246) y Loreto la región de mayor crecimiento (un 24 %) frente al año anterior. El titular del servicio de radiodifusión televisiva con más estaciones es el Instituto Nacional de Radio y Televisión del Perú (IRTP) con 334 en todo el país. El 55.5% de estaciones de TV tiene una finalidad comercial, el 43.6% educativa y solo el 0.8 % tiene finalidad comunitaria. Puno es la región con más estaciones de TV comercial (149), mientras que Áncash lidera la lista de estaciones con fines educativos (120) y comunitarios (7).
A pesar del incremento de los medios digitales, la televisión y la radio son medios altamente consumidos por los peruanos y peruanas. Según estudios del Concortv (2019), el 99 % ve la televisión y el 83 % escucha la radio. Además, el 100 % de niños, niñas y adolescentes ve la televisión y el 81 % escucha la radio. Las familias de sectores pobres alejados de las zonas periféricas se sienten atraídos por la televisión (Concortv, 2009), en la que destacan sus narrativas noticieras, lo que puede influir en la opinión pública. Actualmente, seis grandes cadenas generalistas transmiten con cobertura nacional y ofrecen cinco canales temáticos adicionales (en total, hay ocho canales privados y tres públicos de origen limeño).

## Historia

### Primeros años
La primera transmisión experimental de circuito cerrado de televisión en Perú ocurrió el 21 de septiembre de 1939: se emitieron una película y un programa artístico, durante una exposición electrónica en el colegio Nuestra Señora de Guadalupe en Lima a través del canal 3, que contó con el auspicio del instituto de investigaciones científicas de los Correos de Alemania.
El 18 de mayo de 1954 se realizaría otra prueba, esta vez desde el Hotel Bolívar ahora por el Canal 6 donde Alfonso Pereyra fundador de la Compañía de Producciones Radiales y de televisión S.A. dió a conocer a la prensa el manejo de la cámara y los receptores de televisión.
Del 11 al 15 de abril de 1955 se realiza la tercera prueba cuando Lima era sede del IV Congreso de la Asociación Interamericana de Radiodifusión (AIR).
Aquel día la compañía norteamericana Radio Corporation of America (RCA) distribuyó 10 receptores por toda la capital y colocó un transmisor en el Hotel Bolívar.
En 1956 durante el gobierno de Manuel Ugarteche se forma una comisión técnica encargada de elaborar el Reglamento General de Telecomunicaciones.
El 12 de enero de 1957 se promulga el reglamento de telecomunicaciones y se dicta una serie de normas técnicas para los futuros poseedores de licencias. Los canales 5 y 7 se reservaron para el estado. 
El 17 de enero de 1957, inicia sus emisiones oficiales el Canal 7 del Ministerio de Educación y la UNESCO, con la transmisión de un documental técnico.
La primera estación de televisión en difundir comercialmente fue el canal 4 de Radio América en Lima (actualmente América Televisión) el 15 de diciembre de 1958 por Nicanor González y José Antonio Umbert. Su creación fue posible gracias a un convenio con las empresas estadounidenses NBC y RCA.
En sólo dos meses, entre noviembre y diciembre de 1959, los comercios de Lima registraron ventas de 50 mil receptores de televisión, mientras que páginas enteras de publicidad de televisores en diarios y revistas anunciaban el inicio de la era de la televisión en el país. Hacia abril de 1960 se contaban 107 000 aparatos de televisión que funcionaban en la capital peruana. El crecimiento había sido explosivo, si se considera que a fines de 1958 existían apenas 23 mil televisores. Posteriormente surgieron varias estaciones comerciales licitadas por el gobierno de Manuel Prado:Canal 13 -luego trasladado al Canal 5- (Panamericana Televisión S.A.), Canal 2 (Radiodifusora Victoria S.A.), Canal 9 (Compañía Peruana de Producciones Radiales y TV S.A.), Canal 11 (Bego Televisión S.A.), etc. Algunas de estas pronto adquirieron o se asociaron con estaciones fuera de Lima Metropolitana y estuvieron bajo el modelo estadounidense.
En 1962, surgió el primer canal de televisión fuera de Lima, el canal 2 de Arequipa.Las operaciones del canal 4 y del canal 5, que rápidamente instalaron repetidoras en gran parte del país,  introdujeron el star system, en el que famosas personalidades aparecían en los respectivos canales, lo cual se convirtió en un fenómeno.
Sin embargo, por cuestiones financieras y políticas, los canales 2, 9, 11 y 13 de Lima dejaron de transmitir pocos años después, quedando a mediados de la década de los años 1970 sólo los canales 4, 5 y 7 en la capital peruana debido a que en el Gobierno Revolucionario de la Fuerza Armada, la televisión fue afectada por la estatización y los planes de promover la educación.
En 1974, el estatal canal 7 inició sus primeras transmisiones experimentales de contenido propio en color probando aleatoriamente los 3 sistemas existentes: PAL, NTSC y SECAM para definir el estándar a utilizarse que aún no se había establecido, por lo que estaba prohibida la importación de receptores de TV a color hasta 1979. Algunos técnicos gubernamentales del INICTEL recomendaron en 1975 el sistema PAL aunque no hubo decisión alguna al respecto y, por el contrario, durante 1976 y 1977 la televisora estatal incrementó sus pruebas usando exclusivamente NTSC. En enero de 1978, el gobierno peruano aprobó el estándar estadounidense NTSC, hecho que llevó al Canal 7 a iniciar oficialmente sus emisiones en color el 17 de enero de 1978, en un proceso de transición seguido por el resto de emisoras que terminó el 1 de septiembre de 1980.

### Etapa de la privatización de la televisión
En 1983, aparecen dos nuevos canales nacionales de televisión privados y generalistas: el 23 de enero de 1983 se inaugura Frecuencia 2 (actualmente Latina Televisión), el 18 de abril de ese año se funda Canal 9 (actualmente ATV). En ese año, se realizó el primer experimento formal en el país de televisión por cable a cargo de TVS en la ciudad de Iquitos. Frecuencia 2 y Canal 9 compitieron con los canales veteranos América Televisión y Panamericana Televisión, lo que iniciaría una fuerte competencia entre canales de televisión privados hacia la década de 1990, dejando a América como líder de audiencia.
El 1 de julio de 1986 se crea Stereo 33 (actualmente Global Televisión) y el 22 de diciembre de 1986 se relanza RBC Televisión (actualmente Viva TV).
El 6 de septiembre de 1989, tras varios años de haberlo propuesto, la familia Delgado Parker a la cabeza de Genaro Delgado Parker logra la licencia para transmitir televisión por cable vía suscripción con la empresa Telecable S.A.que el 3 de septiembre de 1990, se constituyó formalmente en la Conasev. Posteriormente entró en la competencia con su futuro rival, Cable Mágico.
El 30 de agosto de 1993, fue lanzado Cable Mágico (actualmente Movistar TV), bajo la dirección de la entonces Compañía Peruana de Teléfonos (CPT).
En 1994, aparecen dos nuevos canales de televisión: Uranio 15 dentro del canal 15 de la banda UHF y la señal noticiosa de cable Monitor en Lima que tuvo corta existencia.
En febrero de 1995, Cable Mágico se lanza el canal de la hípica Jockey Club del Perú llamaba Jockey Club del Perú Televisión después de algunos años.
En 1996, luego de varios retrasos, finalmente RBC Televisión, fue reemplazada inmediatamente por el Canal Familiar con una programación de corte religioso, auspiciada por una iglesia evangélica que alquiló los estudios, antena y licencia de RBC. En julio del mismo año, Radio Televisión Peruana (RTP) es renombrado Televisión Nacional del Perú (TNP) y este año fue lanzó su canal exclusivo temático de noticias Cable Mágico Noticias.
En 1997, lanza sus canales pay-per-view y los de adultos, también se lanza tres nuevos canales temáticos exclusivos: Cable Mágico Deportes, Toros por Cable Mágico y Cable Mágico Cultural. Este último contó con la participación de Antena 3 en algunas de sus producciones. A fines el mismo año Global Televisión es renombrado Red Global, vende las acciones de la empresa a Genaro Delgado Parker.
En 1998, antes el fracaso comercial del Canal Familiar, Austral Televisión, conformada por Red Bicolor de Comunicaciones asumió el control de Canal 11 y la Compañía Radiodifusora Arequipa Sociedad Anónima (CRASA), luego de estar por algunos meses como señal de prueba, el canal 10 fue reemplaza por el canal Toros por Cable Mágico por el nuevo canal de noticias del Diario Expreso llamado Cable Canal de Noticias (CCN), también reemplaza sus canales PPV (pago por visión) por los prémium Moviecity y Cinecanal 2.
En 1999, en Cable Mágico fue lanzado el canal de noticias del diario El Comercio llamado Canal N, que comienza a competir con CCN. Además, Previamente Latino es renombrado TV Guide Channel y Jockey Club del Perú Televisión, cambió de nombre a TV Turf.

### Nuevo milenio
En febrero de 2001, Cable Mágico Noticias fue convertida a Antena Informativa. En abril de ese año, Cable Canal de Noticias desaparece y fue reemplazado en la frecuencia 10 por Cable Mágico Deportes en una mejor ubicación. En julio de ese año se estableció en frecuencia 3 donde permanece en la actualidad, trasladando a TV Guide a la frecuencia 22, Canal A (canal 11 en Lima) pasa a denominarse nuevamente Austral Televisión y pasó a Canal 23 UHF; tiempo después se fue a Arequipa, creando la cadena descentralizada Perú TV, en el año 2001 una división entre los 2 principales accionistas de Canal A lleva a la nueva empresa al desastre, lo que ocasiona que dejaran de pagar a Ricardo Belmont el respectivo importe del alquiler de la señal, luego de un arbitraje extrajudicial, Ricardo Belmont Cassinelli recupera el canal el 19 de diciembre de 2001.
En 2002, Cable Mágico tuvo un conflicto con Claxson Interactive Group y sus canales: HTV, Locomotion, Infinito, Playboy TV y Venus lo que generó protestas en el frontis de la empresa. Como resultado los canales fueron mudados a Telecable, para ingresar otros cuatro canales: Disney Channel, Boomerang, ESPN2 y Music Country. Asimismo Moviecity comienza a tener dos señales: este y oeste. Telecable ese año cambia su denominación a Metrópolis, pero ello no mejora la situación.
El 6 de enero de 2003, el canal 11 de Lima tras remodelar su sede y adquirir nuevos equipos de estudio, fue relanzando como OK TV, administrado por Ricardo Belmont Vallarino, cuyo contenido íntegro era de videos musicales variados. En mayo del mismo año desaparece Cable Mágico Cultural por falta de audiencia.
El 11 de julio de 2003, estalló el conflicto entre Ernesto Schütz Freundt, Federico Anchorena y Genaro Delgado Parker por la administración de Panamericana Televisión luego de que Schütz obtuviera la autorización para volver a administrar su canal. Sin embargo, minutos después el grupo de Delgado Parker consiguió una medida cautelar en un juzgado de Lima Norte a favor de su "administración judicial". Tras una batalla campal el canal fue dividido, quedándose así Schütz con el control de la sede principal y de la señal satelital para el interior del país, mientras que Genaro Delgado Parker se quedó con la sede del área de noticias y la señal que era emitida en Lima. Todo esto provocó la interrupción de sus producciones nacionales: 24 Minutos, R con Erre, Cinescape, 1000 Oficios y La alegría del mediodía. Aquel día sucedieron los enfrentamientos más grandes y violentos que se hayan visto jamás en los dos edificios del canal, en donde se recuerda el momento del lanzamiento de pintura amarilla al equipo de Schütz. Pocos días después el MTC suspendió la licencia a Panamericana por una semana como sanción por las irregularidades ocurridas.
En 2004, Cable Mágico fue lanzado el canal de Quality Products llamado Target TV, dentro del canal 28, operado por Quality Products, una empresa sobre televentas. Antes del lanzamiento del canal, los infomerciales se emitían en el canal promocional de Cable Mágico, que reordena su grilla de programación, añade más canales y vuelven algunos canales de Claxson Interactive Group: Retro, HTV y Fashion TV, también en ese año Antena Informativa fue reemplazado por un nuevo canal de estilo de vida Plus TV.
En 2006, el grupo comienza su formación cuando ATV pasó a administrar Global Televisión (en ese entonces llamado Red Global), que le fue arrebatado al broadcaster peruano Genaro Delgado Parker en ese mismo año por deudas con el propio canal.
En julio de 2006, Jockey Club del Perú volvió como señal de prueba en el entonces Cable Mágico por el canal 97. En 2006, TNP es renombrado nuevamente como TV Perú, en ese mismo año fue lanzado un nuevo canal de entretenimiento de Cable Mágico llamado Visión 20. 
En noviembre de 2006 OK TV es desactivado por razones económicas y Ricardo Belmont Vallarino devuelve la administración a su padre Ricardo Belmont Cassinelli. El 22 de diciembre de 2006, el canal 11 de Lima fue relanzado nuevamente como RBC Televisión tras 20 años de su inauguración. Desde entonces, el canal lanzó una programación en vivo de contenidos variados y conservando los videoclips e infomerciales emitidos en su etapa anterior como OK TV.
El primer asomo de la televisión digital en el Perú se dio el 19 de julio de 2007, cuando ATV inició sus transmisiones experimentales de prueba empleando el estándar americano ATSC: esta tecnología se hizo oficial en 2009 cuando el Ministerio de Transportes y Comunicaciones aprobó oficialmente la Televisión Digital Terrestre aunque, luego de varias pruebas de campo, optó por el estándar japonés-brasilero ISDB-T.
En enero de 2009, el canal musical Uranio TV (canal 15 UHF de Lima) fue relanzado bajo el nombre de La Tele, dirigido al público femenino con telenovelas y películas solo los fines de semana. Es así que, en 2010, las tres emisoras decidieron agruparse en un nuevo conglomerado al que lo denominaron Grupo ATV. Desde entonces, su gerente general y presidente del directorio es Marcello Cúneo, quien representa en Perú a Albavisión.
En marzo de 2009, Visión 20 es reemplazado por un nuevo canal femenino de Cable Mágico llamado Fem TV y desde julio del mismo año comenzó a ofrecer canales HD y el paquete estelar cableado es descontinuado en el servicio analógico en Lima.
El 8 de junio de 2009, el Poder Judicial finalmente procedió a devolver la administración de Panamericana a Ernesto Schütz Freundt, hecho que ocasionó que se suspendiera la programación del canal que pasó a emitir una maratón de cortos de Popeye durante 8 horas; en los días siguientes la nueva programación consistió en películas, documentales y antiguas producciones propias extraídas de su archivo, terminando así con varios años de liderazgo por parte de Genaro Delgado-Parker.
El 23 de junio de 2009, RBC Televisión estrenó un nuevo logo. El 20 de julio de 2009, estrenó una renovada programación a cargo de Federico Anchorena. Sin embargo, un mes después el 18 de agosto, renunció para ocupar nuevamente la gerencia de Panamericana Televisión quedando trunco el relanzamiento de RBC.
El primer canal con señal digital y emisiones en alta resolución fue TV Perú, a partir del 30 de marzo de 2010, seguido por ATV que inició sus transmisiones con el nuevo formato al día siguiente. Inicialmente, sólo Lima Metropolitana, Callao, Trujillo, Arequipa, Cusco y Chiclayo tenían el servicio de TDT y los contenidos en alta definición eran limitados. Durante la década de 2010, se expandieron a Ica, Piura, Juliaca, Puno, Chimbote, Huancayo, Tacna, Iquitos y otras ciudades, creándose además el Plan Maestro que planea la distribución de la señal digital terrestre sin necesidad de contratar servicios de cable en cinco zonas. Hasta el año 2018, dos zonas han sido totalmente habilitadas. Se espera que para el año 2024 se hayan habilitado todas las zonas.
En septiembre de 2010, el Grupo RPP, conglomerado radiofónico propietario de Radio Programas del Perú, anuncia sus intenciones de lanzar un canal exclusivo de noticias 24/7 por Cable Mágico. Por lo tanto, el bloque en Plus TV es descontinuado el 25 de enero de 2011, y en el canal 10 de Movistar TV, es lanzada una señal con un indicador de cuenta regresiva para el comienzo de transmisiones oficiales del canal. Finalmente, el canal es lanzado el 31 de enero del mismo año a las 5:00 a.m. RPP TV, al lanzarse al aire, se emitía en 4:3 con letterbox. Sin embargo, a partir de julio del mismo año, pasó a emitirse en 4:3 fullscreen (sin barras negras horizontales).
En 2011, el Grupo ATV compró el canal arequipeño Perú TV, al que lo reinauguró como ATV Sur. Meses antes en Lima se decide lanzar un nuevo canal informativo llamado ATV+ y además, transmitió un canal musical que finalmente fue convertido en la señal HD del citado canal de noticias. Según una nota de prensa publicada en el portal Tuteve.tv hasta 2014 y en noviembre, Fem TV fue reemplazado por un nuevo canal juvenil de Movistar TV llamado Yups Channel.
El 3 de noviembre de 2013, IRTP lanzó al aire el canal de noticias TV Perú 7.3 mientras que el 2 de diciembre de ese mismo año, lanzó TV Perú 7.4, un canal cultural.
El 21 de noviembre del 2014, Frecuencia Latina se relanza con el nombre de Latina.
El 6 de abril de 2015, Grupo ATV relanzó el canal Global TV como Red TV.
El 29 de abril del 2016, Movistar TV con la llegada de Gol Perú, CMD se renueva y se convierte en un canal polideportivo con la emisión de más deportes como voleibol, baloncesto, fútbol, golf, béisbol, etc.
El 1 de julio de 2016, TV Perú 7.4 fue remplazado por el Canal IPe, de índole infantil y cultural del IRTP.
También en 2016 se realizan dos alianzas: La primera de Latina y Panamericana y la segunda entre ATV y América.
En 2017, la programación de los canales generalistas a nivel nacional varían. TV Perú es uno de los canales con producciones culturales; mientras que América, ATV y Latina son los canales con mayor de producción propio, enfatizada en la información y entretenimiento. Existen excepciones para días festivos como Jueves y Viernes Santo, en que se emiten programación religiosa.
El 20 de marzo de 2017, Grupo ATV debido a la baja audiencia que recibía la emisora, Red TV es relanzada como NexTV con programación reenfocada al público joven adulto. En octubre, el Grupo ATV alquiló el subcanal virtual 13.2 dentro del múltiplex que tiene en la TDT al Poder Judicial para lanzar Justicia TV.
En 2017, Movistar TV, CMD y Plus TV cambian de nombre a Movistar Deportes y Movistar Plus, respectivamente.
El 15 de diciembre de 2017, IRTP lanzó TV Perú Internacional señal internacional de la cadena pública en sus primeros días, la señal comienza a tener alcance alrededor de toda Latinoamérica.
El 10 de septiembre de 2018, menos de un año y medio después de estar al aire, NexTV fue relanzado nuevamente bajo el nombre de América Next, con programación de antiguas series transmitidas por América Televisión.
El 10 de diciembre del 2018, Red Bicolor de Comunicaciones S.A.A. anunció oficialmente que la televisora cambiaría de nombre a Viva TV, manteniéndose la administración y la programación del canal, ese mismo día se presentó en pantalla la nueva ID y su logo respectivo.
El 1 de diciembre de 2019, América Next cierra sus transmisiones, y vuelve luego de varios años Global Televisión, manteniendo la misma programación que su antecesor y ATV Norte del pais cierra sus transmisiones y regresa NexTV .
El 15 de diciembre de 2023, Quality Channel cierra sus transmisiones. 
El 31 de julio de 2024, Movistar Plus se relanza cambiando de nombre a Plus TV Life.
El 31 de diciembre del 2024, se inició la primera etapa del apagón analógico en Lima y Callao (zona 1), siendo ATV el primer canal que apagó su señal analógica del Morro Solar, dando así el fin de la televisión analógica en la ciudad de Lima.

## Canales de televisión abierta

### Canales principales
Son los canales de transmisión a nivel nacional.
| Logo | Canal                   | Tipo de programación | Eslogan                         | Inicio de transmisiones           | Propietario                                            | Operador                                          | Sitio web               |
| ---- | ----------------------- | -------------------- | ------------------------------- | --------------------------------- | ------------------------------------------------------ | ------------------------------------------------- | ----------------------- |
|      | TV Perú                 | Generalista          | Nos une                         | 17 de enero de 1958 (67 años)     | Gobierno del Perú Público                              | Instituto Nacional de Radio y Televisión del Perú | TV Perú                 |
|      | América Televisión      | Generalista          | Juntémonos más                  | 15 de diciembre de 1958 (66 años) | Grupo Plural TV Privado                                | Compañía Peruana de Radiodifusión S.A.            | América Televisión      |
|      | Panamericana Televisión | Generalista          | Esto es Panamericana Televisión | 16 de octubre de 1959 (65 años)   | Panamericana Televisión Inversiones S.A.C. Privado     | Panamericana Televisión S.A.                      | Panamericana Televisión |
|      | Latina Televisión       | Generalista          | Suma a tu vida                  | 23 de enero de 1983 (42 años)     | Grupo Enfoca Privado                                   | Compañía Latinoamericana de Radiodifusión S.A.    | Latina Televisión       |
|      | ATV                     | Generalista          | Atrevámonos                     | 18 de abril de 1983 (42 años)     | Albavisión (Empresa matriz) Grupo ATV (Filial) Privado | Andina de Radiodifusión S.A.C.                    | ATV                     |
|      | Global Televisión       | Generalista          | Mucho que ver                   | 1 de julio de 1986 (39 años)      | Albavisión (Empresa matriz) Grupo ATV (Filial) Privado | Empresa Radiodifusora 1160 S.A.                   | Global Television       |

### Canales temáticos
Son los canales adicionales de transmisión nacional que derivan de los principales canales de TV.
| Logo | Canal            | Tipo de programación  | Eslogan                                       | Inicio de transmisiones            | Propietario                                            | Operador                                          | Sitio web        |
| ---- | ---------------- | --------------------- | --------------------------------------------- | ---------------------------------- | ------------------------------------------------------ | ------------------------------------------------- | ---------------- |
|      | TV Perú Noticias | Noticias y miscelánea | Siempre informados                            | 3 de noviembre de 2013 (11 años)   | Gobierno del Perú Público                              | Instituto Nacional de Radio y Televisión del Perú | TV Perú Noticias |
|      | Canal IPe        | Infantil y juvenil    | Vive lo nuestro/Nos une                       | 1 de julio de 2016 (9 años)        | Gobierno del Perú Público                              | Instituto Nacional de Radio y Televisión del Perú | Canal IPe        |
|      | La Tele          | Entretenimiento       | Es parte de tu vida                           | 7 de enero de 2009 (16 años)       | Albavisión (Empresa matriz) Grupo ATV (Filial) Privado | Alliance S.A.C.                                   | —                |
|      | ATV+             | Noticias y miscelánea | Somos noticia                                 | 21 de septiembre de 2011 (13 años) | Albavisión (Empresa matriz) Grupo ATV (Filial) Privado | Andina de Radiodifusión S.A.C.                    | ATV+             |
|      | ATV Sur          | Generalista           | La primera cadena regional en el sur del país | 10 de noviembre de 2011 (13 años)  | Albavisión (Empresa matriz) Grupo ATV (Filial) Privado | Televisión Nacional Peruana S.A.C.                | ATV Sur          |

### Canales secundarios de señal abierta
Estos son los canales de televisión secundarios que pueden ser vistos solo en algunas partes del Perú, algunos son canales regionales.
| Logo | Canal                        | Tipo de programación  | Inicio de transmisiones           | Propietario                         | Operador                                                                         | Sitio web       |
| ---- | ---------------------------- | --------------------- | --------------------------------- | ----------------------------------- | -------------------------------------------------------------------------------- | --------------- |
|      | Willax TV                    | Generalista           | 18 de agosto de 2010 (15 años)    | Corporación EW                      | AgenciaPerú Producciones S.A.                                                    | Willax TV       |
|      | Viva TV                      | Generalista           | 31 de diciembre de 1984 (40 años) | RadioCorp                           | Red Bicolor de Comunicaciones S.A.A.                                             | Viva TV         |
|      | Viva TV+                     | Generalista           | 11 de septiembre de 2023 (1 años) | RadioCorp                           | Red Bicolor de Comunicaciones S.A.A.                                             | —               |
|      | Exitosa TV                   | Noticias y variedades | 12 de junio de 2014 (11 años)     | Corporación Universal               | Caracol Comunicaciones S.A.C.                                                    | Exitosa TV      |
|      | Karibeña TV                  | Música                | 12 de abril de 2018 (7 años)      | Corporación Universal               | Caracol Comunicaciones S.A.C.                                                    | Karibeña TV     |
|      | Z Rock & Pop TV (sólo audio) | Música                | 19 de septiembre de 2018 (6 años) | Corporación Universal               | Caracol Comunicaciones S.A.C.                                                    | Z Rock & Pop    |
|      | Enlace                       | Religioso             | 1990 (35 años)                    | TBN-Enlace                          | Asociación cultural entidades latinoamericanas comunicando el evangelio - Enlace | Enlace TV       |
|      | EJTV                         | Música                | 2000 (25 años)                    | TBN-Enlace                          | Asociación cultural entidades latinoamericanas comunicando el evangelio - Enlace | EJTV            |
|      | TV Cosmos                    | Generalista           | 15 de julio de 2003 (22 años)     | Universidad César Vallejo           | Cadena de Radio y Televisión Cosmos S.A.C.                                       | TV Cosmos       |
|      | Sol TV                       | Generalista           | 4 de febrero de 2003 (22 años)    | Familia Cruzado Saucedo             | Video Films S.A.C.                                                               | Sol TV          |
|      | JN19                         | Religioso             | 13 de octubre de 1998 (26 años)   | Asociación Las Manos de Dios        | Asociación Las Manos de Dios                                                     | JN19 TV         |
|      | Bethel Televisión            | Religioso             | 1998 (27 años)                    | Movimiento Misionero Mundial        | Asociación Cultural Bethel 'ACB Bethel'                                          | Bethel TV       |
|      | USMP TV                      | Educativo             | 4 de julio de 1990 (35 años)      | Universidad de San Martín de Porres | Empresa Interamericana de Radiodifusión S.A.                                     | USMP TV         |
|      | USMP TV Música               | Música                | 2016 (9 años)                     | Universidad de San Martín de Porres | Empresa Interamericana de Radiodifusión S.A.                                     | —               |
|      | Nuevo Tiempo                 | Religioso             | 10 de marzo de 2003 (22 años)     | Iglesia Adventista del Séptimo Día  | Asociación Cultural Radiodifusora Nuevo Tiempo                                   | Nuevo Tiempo TV |
|      | Justicia TV                  | Judicial              | 2014 (11 años)                    | Poder Judicial del Perú             | Poder Judicial del Perú                                                          | Justicia TV     |
|      | TV La Luz                    | Religioso             | 4 de septiembre de 2008 (16 años) | Ministerio La Luz (Asociación)      | Ministerio La Luz                                                                | TV La Luz       |
|      | Nativa TV                    | Noticias y variedades | 2017 (8 años)                     | Central Digital Informativa S.A.C.  | Central Digital Informativa S.A.C.                                               | Nativa TV       |
|      | Nativa Deportes              | Deportes              | 2022 (3 años)                     | Central Digital Informativa S.A.C.  | Central Digital Informativa S.A.C.                                               | —               |
|      | RPP TV                       | Noticias              | 31 de enero de 2011 (14 años)     | Grupo RPP                           | GrupoRPP S.A.C.                                                                  | RPP TV          |

## Canales por suscripción
Esta tabla lista a los canales de pago que se producen en Perú para su distribución en operadoras de cable y satélite.
| Logo    | Canal                | Programación                | Propietario                                                                  | Empresa operadora de pago    | Web                  |
| ------- | -------------------- | --------------------------- | ---------------------------------------------------------------------------- | ---------------------------- | -------------------- |
|         | Canal N              | Noticias                    | Grupo Plural TV                                                              | Movistar TV                  | Canal N              |
| Digital | PBO Digital          | Noticias                    | 4 Hearts Inc S.A.                                                            | Varios                       | PBO Digital          |
|         | Congreso TV          | Político                    | Gobierno del Perú IRTP Congreso de la República del Perú                     | Varios                       | Congreso TV          |
|         | Plus Life            | Estilo de vida              | Media Networks Latin America                                                 | Movistar TV                  | –                    |
|         | Movistar Deportes    | Deportivo                   | Media Networks Latin America                                                 | Movistar TV                  | Movistar Deportes    |
|         | GOLPERU              | Deportivo (Fútbol)          | Media Networks Latin America GolTV                                           | Movistar TV                  | GOLPERU              |
|         | L1                   | Deportivo (Fútbol)          | Federación Peruana de Fútbol 1190 Sports                                     | Varios                       | L1MAX                |
|         | L1 MAX               | Deportivo (Fútbol)          | Federación Peruana de Fútbol 1190 Sports                                     | Varios                       | L1MAX                |
|         | DSports              | Deportivo                   | DirecTV                                                                      | DirecTV                      | DSports              |
|         | Monterrico TV/JNE TV | Deportivo (Hípico) Político | Jockey Club del Perú Jurado Nacional de Elecciones                           | Movistar TV                  | Monterrico TV JNE TV |
|         | Canal J              | Variedades                  | Media Networks Latin America Nuevaventura Films Jockey Plaza Shopping Center | Movistar TV Claro TV         | Canal J              |
|         | Top Latino TV        | Musical                     | Radiodifusion.com                                                            | Varios                       | Top Latino           |
|         | A la Cocina TV       | Gastronómico                | Nuevaventura Films                                                           | Claro TV DirecTV Movistar TV | A la Cocina TV       |

## Canales internacionales
| Logo | Canal                 | Programación | Contenido de:                                     | Propietario                             | Proveedora de televisión                                 | Web                   |
| ---- | --------------------- | ------------ | ------------------------------------------------- | --------------------------------------- | -------------------------------------------------------- | --------------------- |
|      | TV Perú Internacional | Generalista  | TV Perú, TV Perú Noticias, Canal IPe, Congreso TV | Gobierno del Perú IRTP                  | Varios (según operadora por país)                        | TV Perú Internacional |
|      | Perú Mágico           | Variado      | Canal N, Movistar Deportes, Plus TV Life.         | Media Networks                          | Movistar TV (Chile) DirecTV (Abonados en Estados Unidos) | —                     |
|      | Sur Perú              | Generalista  | América TV, ATV, Latina TV, TV Perú.              | Sur Corporation (en los Estados Unidos) | Varios (según operadora por país)                        | Sur Perú              |

## Canales regionales de pago
| Canal               | Área    | Empresa operadora de pago |
| ------------------- | ------- | ------------------------- |
| GHAM-TV             | Lima    | Cable Perú                |
| Cablevisión         | Huánuco | Cablevisión               |
| Best Cable Perú 3   | Lima    | Best Cable                |
| Best Cable Sports   | Lima    | Best Cable                |
| BH TV               | Lima    | Cablemás                  |
| BH TV PLUS          | Lima    | Cablemás                  |
| ZONA-TV (Perú)      | Lima    | Cablesur                  |
| Visión TV           | Lima    | Visión Perú               |
| Cable Unión Perú    | Lima    | Cable Unión               |
| TeleStar Televisión | Lima    | Super Cable               |

## Canales regionales analógicos
Estos son los canales de televisión abierta analógica que solo están disponible a nivel regional en distintas ciudades del Perú, incluyendo algunos canales nacionales. Parte de la información se basa en el Registro Nacional de Frecuencia del Ministerio de Transportes y Comunicaciones.

#### Ancon
En VHF:
- Canal 6: América Televisión (repetidora de la señal de Lima)
- Canal 8: Global Televisión (repetidora de la señal de Lima)
- Canal 10: Panamericana Televisión (repetidora de la señal de Lima)
- Canal 12: Latina Televisión (repetidora de la señal de Lima)

#### Arequipa
Arequipa es la ciudad del sur del país que tiene más canales de televisión instalados.
En VHF:
- Canal 2: Panamericana Televisión. Repetidora de la señal de Lima y filial con producciones locales como Buenos Días Arequipa, 24 Horas Arequipa, Tus Tardes, Al Día Arequipa, Su Vivienda y Pulso Regional.
- Canal 4: Quatro Televisión. Canal arequipeño de contenido variado, además emite su señal a nivel internacional a través de su página web.
- Canal 5: ATV. Repetidora de la señal de Lima
- Canal 7: TV Perú. Repetidora de la señal de Lima y filial con producciones locales como el noticiero regional matutino "Noticias Arequipa", "Habla Arequipa" y "Aliados por la Seguridad Arequipa"
- Canal 9: ATV Sur. Cadena perteneciente al Grupo ATV que emite desde la ciudad de Arequipa para todo el Perú.
- Canal 11: Latina Televisión. Repetidora de la señal de Lima y filial con producciones locales como el noticiero regional matutino y edición mediodía "Latina Noticias Arequipa" desde el 15 de diciembre de 2023 (como Latina Noticias Cayma).
- Canal 13: América Televisión. Repetidora de la señal de Lima y filial con producciones locales como el noticiero regional matutino "Primera Edición Arequipa, "Entre Gente" y "La Carcocha".

En UHF:
- Canal 15: Global Televisión. Repetidora de la señal de Lima.
- Canal 19: ATV+. Repetidora de la señal de Lima.
- Canal 21: USMP TV. Repetidora de la señal de Lima, emite de manera esporádica.
- Canal 23: Líder TV. Perteneciente a Radio Líder, emite señal desde el 2002 y desde el 2024 opera en alianza con Vento Producciones.
- Canal 27: NSE Televisión (Nuestra Señora del Encuentro con Dios - Televisión). Canal religioso católico perteneciente a la congregación Lumen Dei, con programación propia y afiliado a la Cadena de EWTN.
- Canal 41: Perú Visión. Canal religioso evangélico, repetidora de la señal de Costa Rica TBN-Enlace.
- Canal 43: RPP. Emite la señal radial de RPP teniendo de fondo visual una estática con el logo de la radio.
- Canal 45: TV UNSA (emite programación variada, propiedad de la Universidad Nacional de San Agustín de Arequipa).
- Canal 49: Mega TV. Canal variado. Fundado en el año 2009 por el periodista Oswaldo Caycho y cuya productora emite señal por cable e Internet principalmente.

#### Ayabaca
En VHF:
- Canal 2: Bethel Televisión Canal evangélico.
- Canal 5: Global Televisión (repetidora de la señal de Lima)
- Canal 7: América Televisión (repetidora de la señal de Lima)
- Canal 9: TV Perú (repetidora de la señal de Lima)
- Canal 11: Panamericana Televisión (repetidora de la señal de Lima)
- Canal 13: Radio UNO TV

#### Ayacucho
En VHF:
- Canal 2: Latina Televisión (repetidora de la señal de Lima)
- Canal 4: América Televisión Repetidora de la señal de Lima con algunos programas locales.
- Canal 5: Panamericana Televisión (repetidora de la señal de Lima)
- Canal 7: TV Perú (repetidora de la señal de Lima)
- Canal 9: ATV (repetidora de la señal de Lima)
- Canal 13: Global Televisión (repetidora de la señal de Lima)

#### Bellavista - Jaén
En VHF:
- Canal 12: Latina Televisión.Repetidora de la señal de Lima.

#### Cajamarca
En VHF:
- Canal 2: TV Perú .Repetidora de la señal de Lima y filial con producciones locales como el noticiero regional matutino "Noticias Cajamarca", "Habla Cajamarca" y "Aliados por la Seguridad Cajamarca"
- Canal 4: Global Televisión. Repetidora de la señal de Lima.
- Canal 5: Panamericana Televisión. Repetidora de la señal de Lima con algunos programas propios, como los noticieros regionales 24 Horas Cajamarca o Buenos Días Cajamarca)
- Canal 7: TV Norte, propiedad de Nor Andina de Telecomunicaciones
- Canal 9: Latina Televisión. Repetidora de la señal de Lima.
- Canal 11: América Televisión. Repetidora de la señal de Lima y filial con producciones locales como el noticiero regional matutino "Edición Regional del Norte", "Entre gente" y el magacín "Parada Norte".
- Canal 13: ATV. Repetidora de la señal de Lima.

En UHF:
- Canal 15: Sol TV. Repetidora de la señal La Libertad - Trujillo, con programación variada. Propiedad de la Familia Cruzado Saucedo.
- Canal 19: Turbo Mix Tv.
- Canal 21: Cajamarca TV. En la ciudad de Cajamarca, con 20 años en el aire, actualmente con una programación de música, noticias y películas.
- Canal 23: UNC TV. Canal de la Universidad Nacional de Cajamarca, transmite programación variada.
- Canal 25: CREO TV, es como tu.
- Canal 29: ATV+ (pertenece al Grupo ATV, su programación se conforma de lunes a viernes noticias y los fines de semana programación variada.)
- Canal 39: TV Norte. (repetidora de la señal de Chiclayo)
- Canal 41: ASTV
- Canal 43: Exitosa TV (repetidora de la señal de Lima).
- Canal 45: Megavisión

#### Chachapoyas
En VHF:
- Canal 2: Radio TV Chachapoyas
- Canal 4: Panamericana Televisión. Repetidora de la señal de Lima
- Canal 7: TV Perú .Repetidora de la señal de Lima.
- Canal 9: ATV. Repetidora de la señal de Lima
- Canal 11: TeleAmazonas
- Canal 13: TV Norte. (repetidora de la señal de Chiclayo)

#### Chepén
En VHF:
- Canal 4: Horizonte de Valle
- Canal 5: Atenas TV
- Canal 7: TV Perú. Repetidora de la señal de Lima.
- Canal 9: ATV. Repetidora de la señal de Lima.
- Canal 11: TV Valle Jequetepeque
- Canal 13: Canal 13 Chepén

En UHF:
- Canal 34: TV Cosmos. Canal de televisión situado en la Universidad César Vallejo, Aunque cuenta con programación local, repite la señal de su matriz de Trujillo.

#### Chiclayo
En VHF:
- Canal 2: Latina Televisión. Repetidora de la señal de Lima.
- Canal 4: América Televisión. Repetidora de la señal de Lima y filial con producciones locales como el noticiero regional matutino "Edición Regional del Norte", "Entre gente" y el magacín "Parada Norte".
- Canal 5: ATV. Repetidora de la señal de Lima.
- Canal 7: La Tele. Repetidora de la señal de Lima.
- Canal 9: Panamericana Televisión. Repetidora de la señal de Lima, con algunos programas propios como los noticieros regionales "Buenos Días Lambayeque" y "24 Horas Lambayeque".
- Canal 11: TV Perú. Repetidora de la señal de Lima y filial con producciones locales como el noticiero regional matutino "Noticias Chiclayo", "Habla Chiclayo" y "Aliados por la Seguridad Chiclayo"
- Canal 13: Global Televisión. Repetidora de la señal de Lima.

En UHF:
- Canal 15: TV Canal 15 Chiclayo,
- Canal 19: ATV Sur. Repetidora de la señal de Arequipa.
- Canal 23: ATV+. Canal de Noticias del Grupo ATV.
- Canal 27: Sol TV. Repetidora de la señal La Libertad - Trujillo, con programación variada. Propiedad de la Familia Cruzado Saucedo.
- Canal 31: Digital Televisión. Canal de programación variada, lanzado en diciembre de 2010. Perteneciente a la Corporación Mundo RTP (también propietaria de Radio Digital FM y del semanario Mundo Hoy). Anteriormente ocupó el canal 57, pero fue reubicado debido a la licitación de la banda de 700 MHz para 4G LTE.
- Canal 35: Exitosa TV. Repetidora de la señal de Lima. Propiedad de corporación universal ligada a la familia Capuñay Quispe.
- Canal 39: Señal de audio de RPP (Antigua repetidora de Capital TV)
- Canal 41: TLN. Canal local fundado en el 2008, el cual emite programación variada.
- Canal 45: TV Cosmos. Canal de televisión situado en la Universidad Señor de Sipán, en el kilómetro 5, carretera a Pimentel. Anteriormente llamada USS Satelital. Aunque cuenta con programación local, repite la señal de su matriz de Trujillo.
- Canal 49: Canal 49 Lambayeque

#### Chimbote
En VHF:
- Canal 2: América Televisión Repetidora de la señal de Lima y filial con producciones locales como "Entre gente" "Parada Norte".
- Canal 4: Latina Televisión (repetidora de la señal de Lima)
- Canal 5: Global Televisión (repetidora de la señal de Lima)
- Canal 7: TV Perú Repetidora de la señal de Lima y filial con producciones locales como el noticiero regional matutino "Noticias Chimbote", "Habla Chimbote" y "Aliados por la Seguridad Chimbote"
- Canal 9: Panamericana Televisión Repetidora de la señal de Lima, con algunos programas propios como los noticieros regionales "Buenos Días Chimbote" y "24 Horas Chimbote".
- Canal 11: La Tele (repetidora de la señal de Lima)
- Canal 13:  ATV (repetidora de la señal de Lima)

En UHF:
- Canal 15: Magestad Televisión
- Canal 19: ATV+ (pertenece al Grupo ATV, su programación se conforma de lunes a viernes noticias y los fines de semana programación variada.)
- Canal 21: Enlace, (repetidora de la señal de Lima) emite una programación netamente cristiana.
- Canal 23: Bethel Televisión, repetidora del canal cristiano de Lima.
- Canal 29: Cristo TV
- Canal 33: Canal 33, su programación de basa en películas, series y noticias.
- Canal 35: Antena Norte Televisión, es un canal con programación variada con noticias, documentales, películas. Tiene filiales en Chiclayo, Piura, Chimbote y Huamachuco.
- Canal 41: Real Televisión, su programación es variada
- Canal 43: Exitosa TV (repetidora de la señal de Lima).
- Canal 50: TV Cosmos. Canal de televisión situado en la Universidad César Vallejo, Aunque cuenta con programación local, repite la señal de su matriz de Trujillo.
- Canal 53: JN19, repetidora del canal católico de Lima.

#### Chota
En VHF:
- Canal 2: RTV.
- Canal 4: TELESYSTEM.
- Canal 5: TV Perú (repetidora de la señal de Lima)
- Canal 7: Canal 7 Chota
- Canal 9: San Jose TV
- Canal 11: ATV (repetidora de la señal de Lima)
- Canal 13: Global Televisión (repetidora de la señal de Lima)

#### Chocope
En VHF:
- Canal 2: ATV. Repetidora de la señal de Lima.
- Canal 5: Latina Televisión. Repetidora de la señal de Lima.
- Canal 7: América Televisión (repetidora de la señal de Lima)
- Canal 9: Panamericana Televisión (repetidora de la señal de Lima)
- Canal 11: Canal 11
- Canal 13: TV Perú (repetidora de la señal de Lima)

En UHF:
- Canal 34: Ollantay, Transmite con programación variada.

#### Chosica
En VHF:
- Canal 3: América Televisión (repetidora de la señal de Lima)
- Canal 6: ATV (repetidora de la señal de Lima)
- Canal 8: Global Televisión (repetidora de la señal de Lima)
- Canal 10: Panamericana Televisión (repetidora de la señal de Lima)
- Canal 12: TV Perú (repetidora de la señal de Lima)

#### Cieneguilla - Lima
En VHF:
- Canal 3: ATV (repetidora de la señal de Lima)
- Canal 10: Latina Televisión (repetidora de la señal de Lima)
- Canal 12: Global Televisión (repetidora de la señal de Lima)

#### Comas - Puente Piedra
En VHF:
- Canal 3: Latina Televisión (repetidora de la señal de Lima)
- Canal 6: ATV (repetidora de la señal de Lima)
- Canal 8: América Televisión (repetidora de la señal de Lima)
- Canal 10: TV Perú (repetidora de la señal de Lima)
- Canal 12: Panamericana Televisión (repetidora de la señal de Lima)

En UHF:
- Canal 35: Global Televisión (repetidora de la señal de Lima)

#### Cutervo
En VHF:
- Canal 2: Canal 2 Cutervo
- Canal 4: Cutervo TV
- Canal 5: Antena Regional (Sin emisiones)
- Canal 7: Canal 7 Cutervo
- Canal 9: Panamericana Televisión (repetidora de la señal de Lima)
- Canal 11: Global Televisión (repetidora de la señal de Lima)
- Canal 13: TV Perú (repetidora de la señal de Lima)

#### Cusco
En VHF:
- Canal 2: CTC Compañía de Televisión Cusqueña, perteneciente al Grupo CTC de propiedad de la familia Alencastre.
- Canal 4: TV Perú Repetidora de la señal de Lima y filial con producciones locales como el noticiero regional matutino "Noticias Cusco", "Habla Cusco" y "Aliados por la Seguridad Cusco"
- Canal 5: Panamericana Televisión (repetidora de la señal de Lima, con algunos programas propios como los noticieros regionales)
- Canal 7: ATV Sur (repetidora de la señal de Arequipa con algunos programas locales)
- Canal 9: ATV (repetidora de la señal de Lima)
- Canal 11: ATV+ (repetidora de la señal de Lima)
- Canal 13: Latina Televisión (repetidora de la señal de Lima)

En UHF:
- Canal 15: Canal UNSAAC, perteneciente a la Universidad Nacional de San Antonio Abad del Cusco. Por razones desconocidas cesó sus emisiones.
- Canal 19: Bethel Televisión, repetidora del canal cristiano de Lima.
- Canal 21: TV Mundo, hermano del canal de Arequipa pero con distinta programación variada.
- Canal 23: Tevesur Cusco
- Canal 25: Solar TV
- Canal 27: NSE Televisión (Nuestra Señora del Encuentro con Dios - Televisión), canal religioso católico con programación propia. Es afiliado a la cadena EWTN.
- Canal 29: América Televisión. Repetidora de la señal de Lima, con algunos programas locales como el noticiero regional matutino Primera Edición Cusco. Anteriormente ocupó el canal 57, pero fue reubicado debido a la licitación de la banda de 700 MHz para 4G LTE.
- Canal 31: Inka Visión, perteneciente a Corporación Las Vegas del Cusco.
- Canal 33: Enlace Perú, canal religioso evangélico, repetidora de la señal de Costa Rica.
- Canal 35: Telenet
- Canal 39: Evolución TV, perteneciente al Grupo CTC, junto con Compañía de Televisión Cusqueña Canal 2, propiedad de la familia Alencastre
- Canal 41: Machu Picchu TV, propiedad de la Corporación de Radio Machupicchu.
- Canal 43: SSN Noticias, propiedad de Super Star Noticias, perteneciente al Grupo Orion. Dejó de emitir en señal abierta, solo emite en cable operador InpeCable TV
- Canal 45: RTV El Diario, propiedad del periodista Washington Alosilla, también propietario de El Diario del Cusco.
- Canal 47: Cusco Televisión, propiedad del político Carlos Cuaresma, también propietario de Radio Prensa al Día.
- Canal 49: InpeCable, propiedad de la cableoperadora del mismo nombre.
- El 2 de noviembre de 2020, la repetidora de Global se convirtió en una señal espejo de la repetidora de ATV+, por decisión del mismo Grupo ATV. Para marzo de 2021, la señal de Global regresó a dicha provincia.
- Algunos canales que ya no están disponibles en analógico como TV Mundo, Tevesur, TV Perú, RTV El Diario e Inka Visión solo están disponibles en la TDT.

#### Huancayo
En VHF:
- Canal 2: TV Perú Repetidora de la señal de Lima y filial con producciones locales como el noticiero regional matutino "Noticias Huancayo", "Habla Huancayo" y "Aliados por la Seguridad Huancayo" (no emite señal desde marzo de 2025)
- Canal 4: América Televisión (repetidora de la señal de Lima con algunos programas locales, como el noticiero regional, Primera Edición Huancayo, Entre Gente y Parada Wanka)
- Canal 5: Panamericana Televisión (repetidora de la señal de Lima con algunos programas propios, como los noticieros regionales 24 Horas Huancayo o Buenos Días Huancayo)
- Canal 7: Latina Televisión (repetidora de la señal de Lima)
- Canal 11: Global Televisión (repetidora de la señal de Lima) (por un tiempo fue remplazada por ATV+, señal espejo del canal 33 en remplazo de Global Televisión que salió del aire en analógico por decisión del Grupo ATV)
- Canal 13: ATV (repetidora de la señal de Lima)

En UHF:
- Canal 15: Cadena TV (canal con programación variada).
- Canal 20: LHA Televisión  (Temporalmente sin emisiones)
- Canal 21: Canal 21 Huancayo (programación variada, difusión cultural, programas en vivo y tres noticieros)
- Canal 23: Red 23 (canal con programación variada) (temporalmente sin emisiones)
- Canal 25: Señal de audio de RPP (Antigua repetidora de Capital TV)
- Canal 27: Maranatha TV (canal religioso) (pertenece al Ministerio Evangelico Apocalipsis Clinica Celestial)
- Canal 29: Bethel Televisión (repetidora de la señal de Lima)
- Canal 31: Voz Cristiana TV (religioso)
- Canal 33: ATV+ (repetidora de la señal de Lima)
- Canal 39: Huancayo TV (canal de películas variadas) (actualmente sin emisiones)
- Canal 41: Enlace Perú, Canal religioso evangélico, repetidora de la señal de Costa Rica (Actualmente Sin Trasmiciones)
- Canal 43: Unitel TV (programación variada)
- Canal 45: Hispanoamérica TV (emite programación variada, programación musical y un noticiero) (Temporalmente sin emisiones)
- Canal 47: Impacto TV (emite programación variada y un noticiero)
- Canal 50: Exitosa TV (repetidora de la señal de Lima)

Notas:
- Algunos canales de UHF como Red 23, Teletriunfo, Hispanoamérica TV o Impacto TV no emiten señal los fines de semana ni en días feriados.
- El 2 de noviembre de 2020, la repetidora de Global se convirtió en una señal espejo de la repetidora de ATV+, por decisión del Grupo ATV, el 17 de mayo de 2021 la señal de Global regresó a dicha provincia, pero fue retirada de nuevo el 31 de mayo de 2021, el 11 de junio de 2021, la señal de Global nuevamente regresa a Huancayo (aunque en la TDT Global no regresó y se sigue emitiendo la señal de ATV+), para noviembre de 2021, la repetidora de ATV+ se convirtió en una señal espejo de Latina Televisión (canal 7), se desconoce el motivo, poco tiempo después, la repetidora dejó de emitir señal, para enero del 2022, la repetidora de ATV+ volvió a emitir señal, aunque con el tiempo, la repetidora dejó de emitir señal nuevamente, para el 2023, la repetidora de ATV+ de nuevo volvió a emitir señal.
- En sus inicios, Cadena TV (canal 15) (llamado KDNA 15 en sus inicios), no tenía muchos programas propios para emitir, así que para rellenar espacios vacíos, emitían la señal del canal puertorriqueño Univision Puerto Rico, pero siempre en pantalla mostraba el logo de KDNA 15, y ponían comerciales de KDNA 15, aunque a veces se podía ver comerciales de Univisión, con el tiempo KDNA 15 comenzó a tener programación propia las 24 horas del día y dejó de poner la señal de Univisión Puerto Rico y con el tiempo cambió su nombre al actual Cadena TV.
- Anteriormente ATV, Red Global (hoy Global Televisión) y Frecuencia Latina (hoy Latina Televisión) ocupaban diferentes frecuencias, ATV estaba en el canal 12, Red Global estaba en el canal 10 y Frecuencia Latina estaba en el canal 8, en el 2005, ATV fue cambiado al canal 13 donde actualmente permanece, luego en el 2008, Red Global también fue cambiado de número, cambiándole al canal 11 dónde actualmente permanece y Frecuencia Latina cambió de número en el 2010, cuando cambió al canal 7, dónde actualmente sigue.
- Cuando el canal Unitel (canal 43 UHF) se fundó en el 2008, su logo era el mismo que utilizaba el canal Unitel de Bolivia en ese tiempo, aunque para el 2011, el logo cambió (quizás para evitar problemas con el canal boliviano) aunque el logo uitilizado desde el 2011, también es igual al primer logo del canal boliviano mencionado, lo unico que cambia es que al lado derecho del logo sale la palabra TV.
- Algunos canales que ya no están disponibles en analógico como LHA Televisión, Hispanoamérica TV, ATV+ y Huancayo TV, solo están disponibles en la TDT.
- Desde inicios de marzo de 2025, la repetidora de TV Perú no emite señal, no se sabe si es un fallo de la repetidora, o que el canal dejó de emitir en analógico en Hucancayo.

#### Huancabamba
En VHF:
- Canal 2: América Televisión (repetidora de la señal de Lima)
- Canal 4: Enlace, canal evangélico (repetidora de la señal principal de Costa Rica)
- Canal 5: Bethel Televisión Canal evangélico. (repetidora del canal cristiano de Lima)
- Canal 7: TV Perú (repetidora de la señal de Lima)
- Canal 9: ATV (repetidora de la señal de Lima)
- Canal 11: Latina Televisión (repetidora de la señal de Lima)
- Canal 13: Global Televisión (repetidora de la señal de Lima)

#### Huaycan
En VHF:
- Canal 6: ATV (repetidora de la señal de Lima)
- Canal 8: Latina Televisión (repetidora de la señal de Lima)
- Canal 12: TV Perú (repetidora de la señal de Lima)

#### Huaraz
En VHF:
- Canal 2: Exitosa TV (repetidora de la señal de Lima)
- Canal 4: América Televisión (repetidora de la señal de Lima )
- Canal 5: Latina Televisión (repetidora de la señal de Lima) (sin emisiones)
- Canal 7: TV Perú .Repetidora de la señal de Lima.
- Canal 9: ATV. Repetidora de la señal de Lima.
- Canal 11: Panamericana Televisión. (repetidora de la señal de Lima) (sin emisiones)
- Canal 13: Global Televisión. repetidora de la señal de Lima con algunos programas locales.

En UHF:
- Canal 15: ATV Sur (repetidora de la señal de Arequipa)
- Canal 23: Quassar Televisión
- Canal 25: Sol TV (repetidora de la señal de Trujillo)
- Canal 27: Candela TV
- Canal 41: Latina Televisión (repetidora de la señal de Lima)
- Canal 49: Melodía Televisión

#### Huarochirí
En VHF:
- Canal 2:TV Perú (repetidora de la señal de Lima)
- Canal 11: Enlace Perú. Canal evangélico.

#### Ica
En VHF:
- Canal 2: Global Televisión (repetidora de la señal de Lima)
- Canal 4: ATV (repetidora de la señal de Lima)
- Canal 5: América Televisión Repetidora de la señal de Lima y filial con producciones locales como el noticiero regional matutino "Primera Edición Ica, "Entre Gente" y "La Carcocha".
- Canal 7: TV Perú Repetidora de la señal de Lima y filial con producciones locales como el noticiero regional matutino "Noticias Ica", "Habla Ica" y "Aliados por la Seguridad Ica"
- Canal 11: Panamericana Televisión (repetidora de la señal de Lima con algunos programas propios, como los noticieros regionales 24 Horas Ica o Buenos Días Ica)
- Canal 13: Latina Televisión (repetidora de la señal de Lima)

#### Iquitos
En VHF:
- Canal 2: Amazonia TV
- Canal 4: ATV (repetidora de la señal de Lima)
- Canal 5: Panamericana Televisión (repetidora de la señal de Lima con algunos programas propios, como los noticieros regionales 24 Horas Loreto o Buenos Días Loreto
- Canal 7: TV Perú Repetidora de la señal de Lima y filial con producciones locales como el noticiero regional matutino "Noticias Loreto", "Habla Loreto" y "Aliados por la Seguridad Loreto"
- Canal 9: Latina Televisión (repetidora de la señal de Lima)
- Canal 11: América Televisión Repetidora de la señal de Lima con algunos programas locales.

#### Jaén
En VHF:
- Canal 2: Latina Televisión (repetidora de la señal de Lima)
- Canal 7: TV Perú (repetidora de la señal de Lima)
- Canal 9: Panamericana Televisión (repetidora de la señal de Lima)
- Canal 11: ATV (repetidora de la señal de Lima)
- Canal 13: Global Televisión (repetidora de la señal de Lima)

En UHF:
- Canal 21: Visión Tv
- Canal 33: América Televisión (repetidora de la señal de Lima)
- Canal 39: Exitosa TV (repetidora de la señal de Lima)

#### Jauja
En VHF:
- Canal 2: Latina Televisión (repetidora de la señal de Lima)
- Canal 9: TV Perú (repetidora de la señal de Lima)

Notas:
- Paradójicamente, los otros cuatro canales de señal abierta (América Televisión, Panamericana Televisión, ATV y Global Televisión) no tienen repetidoras en Jauja y solo pueden ser vistos por cable; lo cual genera una muy alta penetración de TV por cable en la ciudad, al crearse una necesidad por ver los principales programas de TV nacionales. anteriormente Red Global (hoy Global Televisión) tenía una repetidora en Jauja, pero esta fue descontinuada por razones desconocidas, aunque dicho canal y también la señal de ATV se pueden visualizar en Jauja con las señales que llegan de las repetidoras de Huancayo.
- Las repetidoras de Latina Televisión y TV Perú se ubican en el Cerro Huancas.

#### Juliaca
En VHF:
- Canal 2: Latina Televisión (repetidora de la señal de Lima)
- Canal 4: ATV (repetidora de la señal de Lima)
- Canal 5: Global Televisión (repetidora de la señal de Lima y controlada por la iglesia cristiana la luz del mundo como Aviva Tv)
- Canal 7: América Televisión (repetidora de la señal de Lima con algunos programas locales)
- Canal 9: TV Perú (repetidora de la señal de Lima)
- Canal 11: Panamericana Televisión (repetidora de la señal de Lima con algunos programas propios, como los noticieros regionales 24 Horas Juliaca o Buenos Días Juliaca)
- Canal 13 ATV Sur (repetidora de la señal de Arequipa con varios programas locales tanto informativos como de entretenimiento).

En UHF:
- Canal 15: Cositel
- Canal 21: Extremo tv
- Canal 23: CTC (repetidora de la señal de Cusco)
- Canal 25: Líder
- Canal 27: Fama TV
- Canal 31: Radio y televisión del Perú (RTP)
- Canal 33: CTV
- Canal 35: Grami TV
- Canal 39: TBN-Enlace
- Canal 41: Integración Andina
- Canal 43: DIGITAL
- Canal 45: Tv Latina
- Canal 47: Arussa
- Canal 45: Megavisión (repetidora de la señal de Puno)
- Canal 51: Telefe (repetidora de la señal de Argentina)

#### La Molina
En VHF:
- Canal 3: Latina Televisión (repetidora de la señal de Lima)
- Canal 6: ATV (repetidora de la señal de Lima)
- Canal 8: Global Televisión (repetidora de la señal de Lima)
- Canal 10: Panamericana Televisión (repetidora de la señal de Lima)
- Canal 12: TV Perú (repetidora de la señal de Lima)

En UHF:
- Canal 35: América Televisión (repetidora de la señal de Lima)

#### Lima y Callao
En VHF (todos fueron cadenas nacionales en señal abierta, excepto Canal 11). 
Al ser la primera ciudad en sufrir apagón analógico el 31 de diciembre de 2024, ninguno de las señales analógicas se transmite luego del apagón analógico. 
- Canal 2: Latina Televisión. Canal generalista con programación de producción mayormente local (noticieros, entretenimiento, magazines, etc.) y en menor medida programación importada (Películas, series, novelas mayormente turcas). Propiedad del Grupo Enfoca, es el tercer canal más importante del país, detrás de ATV y delante de Panamericana.
- Canal 4: América Televisión. Canal generalista con programación de producción mayormente local (entretenimiento, magazines, series, novelas, realities) y en menor medida programación importada (películas, series exclusivas de TelevisaUnivision). Propiedad del Grupo Plural TV, es el canal comercial más importante del país y uno de los más sintonizados según Kantar Ibope Media Perú.
- Canal 5: Panamericana Televisión. Canal generalista con programación mayormente importada (novelas, series, películas, documentales) y en menor medida de producción local (noticieros, Magazine, deportivos). Propiedad de Panamericana Televisión Inversiones de la familia Schütz. Es el canal con menor sintonía de entre los más sintonizados, pero aún así es el cuarto canal más importante del país, sólo por detrás de Latina, ATV y América.
- Canal 7: TV Perú. Canal principal del Estado peruano, con programación de producción local (cultural, noticieros, educativos, turística, gastronómica, entretenimiento y de emprendimiento). Propiedad del Estado peruano, es operado por el IRTP. Es el primer canal del país y el de mayor cobertura nacional.
- Canal 9: ATV. Canal principal del Grupo ATV, con programación de producción mayormente local (entretenimiento, noticieros, cómicos, etc.) y en menor medida programación importada (novelas mayormente turcas, películas, series). Es el segundo canal más importante del país, solo después de América Televisión.
- Canal 11: Viva TV. Canal generalista con programación nacional e internacional. Propiedad de RadioCorp, una empresa de Ricardo Belmont Vallarino. Es el canal menos visto ya que su cobertura solo es en Lima.
- Canal 13: Global Televisión. Canal generalista con programación mayormente importada (novelas, series, películas, programas concurso, etc.). Propiedad del Grupo ATV.

Notas:
- Viva TV, actualmente está en una disputa judicial sin resolver por la administración del canal, entre Ricardo Belmont Cassinelli y sus hijos Ricardo y Lucienne Belmont Vallarino.

En UHF: (Todos sin emisiones)
- Canal 15: ATV+. Canal de noticias nacionales, internacionales y miscelánea. Propiedad del Grupo ATV.
- Canal 21: ATV Sur. Repetidora de la señal de Arequipa.
- Canal 23: La Tele. Canal de series infantiles, juveniles, dramáticas y policiales. Propiedad del Grupo ATV.
- Canal 47: Kairos TV. Canal religioso evangélico.

Notas:
- El 7 de febrero de 2023, ATV+ pasa a emitir al canal 15 UHF de Lima, donde estaba La Tele, que pasó al canal 23 UHF.

#### Matucana - Huarochirí
En VHF:
- Canal 9: TV Perú (repetidora de la señal de Lima)
- Canal 13: Panamericana Televisión (repetidora de la señal de Lima)

#### Moquegua
En VHF:
- Canal 2: Global Televisión (repetidora de la señal de Lima)
- Canal 4: América Televisión (repetidora de la señal de Lima)
- Canal 5: Latina Televisión (repetidora de la señal de Lima)
- Canal 7: ATV (repetidora de la señal de Lima)
- Canal 9: Heroica TV, canal de televisión local administrado por la Diócesis de Tacna y Moquegua.
- Canal 11: TV Perú. Repetidora de la señal de Lima y filial con producciones locales como el noticiero regional matutino "Noticias Moquegua", "Habla Moquegua" y "Aliados por la Seguridad Moquegua"
- Canal 13: Panamericana Televisión (repetidora de la señal de Lima)

En UHF:
- Canal 15: Primavera TV
- Canal 19: ATV+ (repetidora de la señal de Lima)
- Canal 23: Bethel Televisión; Repetidora del canal evangélico de Lima.
- Canal 27: TELESUR
- Canal 39: Exitosa TV (repetidora de la señal de Lima).

#### Moyobamba
En VHF:
- Canal 2: Canal San Gabriel, San Gabriel es una estación de radio y televisión de la Prelatura de Moyobamba, que transmite su señal desde Moyobamba - San Martín.
- Canal 6: Even-Ezer TV, canal evangélico de propiedad de Walter Anaya Huamán.
- Canal 8: ATV (repetidora de la señal de Lima).
- Canal 10: TV Perú (repetidora de la señal de Lima).
- Canal 12: Global Televisión (repetidora de la señal de Lima).

En UHF:
- Canal 33: Bethel Televisión (repetidora de la señal de Lima).

Canales de cable locales:
- Interactiva Televisión, canal de películas a pedido sin cortes comerciales.
- Royal TV, canal de publicidad las 24 horas, además cuenta con un espacio de noticias por la noche.
- Vertical TV, canal musical y presentador de reportajes a nivel regional. Es emitida por la empresa difusora Cable Mundo de Moyobamba.
- Selva Televisión, canal con programación variada, emite series, noticias, películas y especiales musicales. Se ve en Cable Moyobamba.
- E&R TV, canal musical y con una programación basada en las noticias y los reportajes.
- Canal "E" El canal se basa en presentar acontecimientos que suceden dentro del ámbito educativo local y presentación de material educativo como documentales y reportajes.
- Radio Selva TV, canal propiedad de una radio local, con programación educativa y noticioso, solo en la empresa difusora Cable Moyobamba.
- Unión TV, canal exclusivo de noticias, con información local, regional, nacional e internacional.
- TV Cine, canal con programación de noticias y películas de estreno.
- Genios TV, canal con programación variada, cuenta con espacios noticiosos, programas de concursos, series creadas por el mismo canal, espacio de reportajes, espacio con programación infantil, programas de cocina creadas por el mismo canal, y películas, es propiedad de Génesis Tuesta Vela.
- Planeta TV, canal enfocada a revalorar las costumbres, personajes, lugares turísticos y acontecimientos que suceden a diario en la ciudad de Moyobamba, contamos con bloques informativos que se difunden en diversos horarios de la programación, además cuenta con el asesoramiento y producción incondicional de Productora Otorongo.
- Antena Televisión, canal con programación variada, cuenta con espacios noticiosos, espacios de diálogo con autoridades tanto locales como regionales, programas y películas variadas, su transmisión inicia a las 5.00 con las noticias y termina a las 24.00 con "La Banca 13" (Talk Show), solo disponible en la empresa difusora Cable Mundo-Moyobamba.
- W TV (Wilson TV), canal con programación única de películas y espacio noticioso. Solo disponible en Cable Moyobamba.
- Activa Televisión, canal con programación juvenil y farandulero, solo disponible en la empresa difusora Cable Moyobamba.
- Paradójicamente, los otros tres canales de señal abierta más vistos en el Perú (Latina Televisión, América Televisión y Panamericana Televisión)  no tienen repetidoras en Moyobamba y solo pueden ser vistos por cable; lo cual genera una muy alta penetración de TV por cable en la ciudad, al crearse una necesidad por ver los principales programas de TV nacionales.

#### Pacasmayo
En VHF:
- Canal 6: Venus Televisión
- Canal 8: Latina Televisión (repetidora de la señal de Lima)
- Canal 10: Panamericana Televisión (repetidora de la señal de Lima)
- Canal 12: TV Perú (repetidora de la señal de Lima)

En UHF:
- Canal 20: Canal 20 Pacasmayo

#### Piura
En VHF:
- Canal 2: América Televisión. Repetidora de la señal de Lima y filial con producciones locales como el noticiero regional matutino "Edición Regional del Norte", "Entre Gente", "Parada Norte")
- Canal 4: ATV (repetidora de la señal de Lima)
- Canal 5: Panamericana Televisión (repetidora de la señal de Lima, con algunos programas propios como los noticieros regionales Buenos días Piura y 24 Horas Piura, edición mediodía y central.)
- Canal 7: TV Perú (repetidora de la señal de Lima)
- Canal 9: Global Televisión (repetidora de la señal de Lima)
- Canal 11: Latina Televisión (repetidora de la señal de Lima)
- Canal 13: ATV+ (repetidora de la señal de Lima) Señal espejo del canal 21 en reemplazo de La Tele, que salió del aire en analógico por decisión del Grupo ATV.

En UHF:
- Canal 21: ATV+ (repetidora de la señal de Lima)
- Canal 31: TVO
- Canal 33: Señal de audio de RPP (Antigua repetidora de Capital TV)
- Canal 39: Bethel Televisión Canal evangélico.
- Canal 41: Sol TV (repetidora de la señal de Trujillo)
- Canal 43: Autorizado a Radio Primavera E.I.R.L.
- Canal 45: Exitosa Televisión (repetidora de la señal de Lima)
- Canal 49: TV Cosmos, cuenta con una programación para todo público y variada.

#### Puno
En VHF:
- Canal 2: TV Perú (repetidora de la señal de Lima)
- Canal 7: Latina Televisión (repetidora de la señal de Lima)
- Canal 9: Global Televisión (repetidora de la señal de Lima)
- Canal 11: Panamericana Televisión (repetidora de la señal de Lima)
- Canal 13: TV Una

En UHF:
- Canal 21: ATV (repetidora de la señal de Lima)
- Canal 23: Cosmos
- Canal 27: Poderosa Televisión
- Canal 33: Foro TV
- Canal 41: Exitosa TV (repetidora de la señal de Lima)
- Canal 47: América Televisión (repetidora de la señal de Lima)
- Canal 49: TV Latina

#### Rioja
En VHF:
- Canal 9: RTV Nor Selva
- Canal 13: Global Televisión (repetidora de la señal de Lima)

#### Simbal
En VHF:
- Canal 3: Canal 3 Simbal
- Canal 8: TV Perú (repetidora de la señal de Lima)
- Canal 10: Canal 10 Simbal

#### Sullana
En VHF:
- Canal 3: América Televisión (repetidora de la señal de Lima)
- Canal 8: Panamericana Televisión (repetidora de la señal de Lima)
- Canal 10: ATV (repetidora de la señal de Lima)
- Canal 12: TV Perú (repetidora de la señal de Lima)

En UHF:
- Canal 15: Latina Televisión (repetidora de la señal de Lima)

#### Tacna
En VHF:
- Canal 2: Panamericana Televisión (repetidora de la señal de Lima, con algunos programas propios como los noticieros regionales)
- Canal 4: Heroica TV, canal de televisión local administrado por la Diócesis de Tacna y Moquegua.
- Canal 5: Global Televisión (repetidora de la señal de Lima)
- Canal 7: TV Perú (repetidora de la señal de Lima)
- Canal 9: América Televisión (repetidora de la señal de Lima, con algunos programas locales como el noticiero regional matutino Primera Edición Tacna)
- Canal 11: ATV (repetidora de la señal de Lima)
- Canal 13: Latina Televisión (repetidora de la señal de Lima)

En UHF:
- Canal 15: Canal 15; programación variada, informativos locales y entretenimiento.
- Canal 27: TV Max; canal con programas de entretenimiento.
- Canal 29: UNO TV; canal de televisión de corte noticioso, informativo y musical.
- Canal 31: TV Sur; canal con programas de entretenimiento.
- Canal 39: Nuevo Tiempo TV.
- Canal 41: Canal 41; canal con programas de entretenimiento e informativos.
- Canal 43: Exitosa TV (repetidora de la señal de Lima).
- Canal 47: ATL; canal de televisión de corte musical tropical y andino.
- Canal 49: La Tele; repetidora de la señal de Lima.

#### Tarapoto
En VHF:
- Canal 2: Latina Televisión (repetidora de la señal de Lima)
- Canal 4: América Televisión (repetidora de la señal de Lima)
- Canal 5: Global Televisión (repetidora de la señal de Lima)
- Canal 7: Televisión Tarapoto
- Canal 9: Acura TV
- Canal 11: Panamericana Televisión (repetidora de la señal de Lima)
- Canal 13: TV Perú (repetidora de la señal de Lima).

En UHF:
- Canal 15: Bethel Televisión (repetidora de la señal de Lima)
- Canal 19: ATV+ (pertenece al Grupo ATV, su programación se conforma de lunes a viernes noticias y los fines de semana programación variada.)
- Canal 23: TVO
- Canal 25: VIA Televisión

#### Trujillo
Trujillo es la ciudad del norte del país en donde existe un mayor número de canales de televisión.
En VHF:
- Canal 2: Panamericana Televisión (repetidora de la señal de Lima, con algunos programas propios como los noticieros regionales Buenos días Trujillo y 24 Horas Trujillo, edición mediodía y central). Emite con baja potencia por lo que en gran parte de la ciudad no se llega a sintonizar la señal de este canal.
- Canal 4: Global Televisión (repetidora de la señal de Lima)
- Canal 6: América Televisión. Repetidora de la señal de Lima y filial con producciones locales como el noticiero regional matutino "Edición Regional del Norte", "Entre Gente", y el magazine dominical "Parada Norte")
- Canal 8: ATV (repetidora de la señal de Lima)
- Canal 10: Latina Televisión (repetidora de la señal de Lima, con algunos programas locales como el noticiero regional matutino y edición mediodía Latina Noticias Trujillo)
- Canal 12: TV Perú Repetidora de la señal de Lima y filial con producciones locales como el noticiero regional matutino "Noticias Trujillo", "Habla Trujillo" y "Aliados por la Seguridad Trujillo"

En UHF:
- Canal 21: Sol TV, cuenta con sede central en Trujillo y una variada programación de la que sobresale su servicio informativo con enlaces en vivo vía microondas. Tiene filiales en todo el norte del país: Tumbes, Piura, Chiclayo, Cajamarca, Chepén, Pacasmayo, Huaraz y Virú. Transmite eventos oficiales como el corso primaveral.
- Canal 23: Frecuencia TV, canal de televisión que pertenece a Radio Frecuencia 100.
- Canal 27: TV Mundo, canal local que transmite una programación variada como películas, musicales y algunos programas propios (relacionado con noticias).
- Canal 29: Ozono TV, es un canal donde prevalece la información de noticias, dentro de la cual privilegia la información sobre el cuidado del medio ambiente, la problemática del calentamiento global y en general sobre la contaminación ambiental. Parte de su programación incluye videoclips musicales tanto de actualidad como del recuerdo. Es parte de la cadena de radios Alsac, conformada por Ozono Radio 104.1 FM en la ciudad de Trujillo, 103.5 FM Valle de Chicama y Radio Sensación 97.7 de Chosica)
- Canal 31: TV Cosmos, cuenta con una programación variada para todo público. Emite señal vía microondas y vía satélite (Satmex 8), los principales eventos de la ciudad. Transmite algunos programas desde Trujillo para sus filiales en las ciudades de Chiclayo, Chimbote, Piura e Iquitos. Actualmente es canal oficial de La Marinera y el corso primaveral.
- Canal 35: Antena Norte Televisión, es un canal con programación variada con noticias, documentales, películas. Tiene filiales en Chiclayo, Piura, Chimbote y Huamachuco.
- Canal 43: Exitosa TV (repetidora de la señal de Lima).
- Canal 47: Señal de audio de RPP (Antigua repetidora de Capital TV) (Sin emisiones)

#### Tumbes
En VHF:
- Canal 2: Panamericana Televisión (repetidora de la señal de Lima)
- Canal 4: TV Perú (repetidora de la señal de Lima)
- Canal 6: Global Televisión (repetidora de la señal de Lima)
- Canal 8: ATV (repetidora de la señal de Lima)
- Canal 10: Latina Televisión (repetidora de la señal de Lima)
- Canal 12: América Televisión (repetidora de la señal de Lima)

En UHF:
- Canal 20: ATV+ (repetidora de la señal de Lima)
- Canal 34: Bethel Televisión Canal evangélico.
- Canal 36: Sol TV (repetidora de la señal de Trujillo)
- Canal 42: Hechicera Televisión

#### Ventanilla - Callao
En VHF:
- Canal 3: TV Perú (repetidora de la señal de Lima)
- Canal 6: ATV (repetidora de la señal de Lima)
- Canal 8: Global Televisión (repetidora de la señal de Lima)
- Canal 10: Latina Televisión (repetidora de la señal de Lima)

#### Virú
En VHF:
- Canal 3: Ollantay (repetidora de la señal de Chocope)
- Canal 5: Canal 5 Virú
- Canal 7: Canal 7 Virú
- Canal 9: Canal 9 Virú
- Canal 11: TV Perú (repetidora de la señal de Lima)
- Canal 13: Sol TV (repetidora de la señal de Trujillo)

## Canales macro regionales

#### Norte
- TeleAmazonas (Canal 11) - Amazonas
- Cable Visión Chachapoyas - Amazonas
- Radio TV Chachapoyas (Canal 2) - Amazonas
- Clarín TV (Canal 12) - Amazonas
- Antena Regional - Chota
- Atenas TV - Chepén
- Antena 5 (Canal 5) - Zorritos

#### Sur
- Telemar - Ilo
- Cordillerana TV - Ayacucho
- VRTV Canal 21 - Nasca
- Cadena Sur (Cadena regional en Ica, Chincha, Pisco, Palpa, Nasca y Marcona)
- Super Tv (Marcona)

#### Centro
- Chanka Visión - Andahuaylas
- Sur Andina - Abancay
- Mega TV (Canal 43) - Huánuco
- Antena 31 Televisión - Huánuco
- Oxatel Canal 4 - Oxapampa
- Tarma Televisión - Tarma
- Altura Televisión - Cerro de Pasco
- Maya TV - Cerro de Pasco

#### Oriente
- Amazonía TV Canal 35 - Iquitos
- Anas Televisión - Puerto Maldonado
- Videoriente Televisión TV5 Canal 5 - Pucallpa
- Ucayalina de Televisión - Pucallpa

## Canales regionales digitales
Véase: Canales TDT del Perú

## Canales desaparecidos

### Canales reemplazados
Estos son los canales que fueron reemplazados.
| Canal                                                | Propietario anterior                    | Propietario actual                         | Reemplazado por                     |
| ---------------------------------------------------- | --------------------------------------- | ------------------------------------------ | ----------------------------------- |
| Tele 2                                               | Movierecord Metromedia                  | Grupo Enfoca                               | Latina                              |
| Canal 6                                              | Alfonso Pereyra                         | IRTP                                       | TV Perú                             |
| Sur Peruana de Televisión (Canal 2 Tacna)            |                                         | Panamericana Televisión Inversiones        | Panamericana Televisión             |
| Austral Televisión (Canal A) (Canal 23 Arequipa)     | Televisión Nacional Peruana             | CRASA                                      | Canal 9 Arequipa                    |
| Perú TV (Canal 9 Arequipa)                           | CRASA                                   | Grupo ATV Televisión Nacional Peruana      | ATV Sur                             |
| Telenueve 9                                          |                                         | Grupo ATV                                  | ATV                                 |
| ATV (Canal 23 Juliaca)                               | Grupo ATV Andina de Radiodifusión       | Compañía de Televisión Cusqueña            | CTC (Canal 23 Juliaca)              |
| TV SUR (Canal 4 Juliaca)                             | Radio Sol de los Andes                  | Grupo ATV                                  | ATV (Canal 4 Juliaca)               |
| TV Perú 7.4                                          | IRTP                                    | IRTP                                       | Canal IPe                           |
| TNP2 (Canal 23 Lima)                                 | IRTP                                    | IRTP                                       | Congreso de la República Televisión |
| Congreso de la República Televisión (Canal 7.2 Lima) | IRTP                                    | IRTP                                       | TV Perú SD                          |
| TV Perú SD (Canal 7.2 Lima)                          | IRTP                                    | IRTP                                       | Radio Nacional TV (Primera etapa)   |
| Nacional TV (Primera etapa)                          | IRTP                                    | IRTP                                       | TV Perú 7.2                         |
| TV Perú 7.2                                          | IRTP                                    | IRTP                                       | Radio Nacional TV (Audio)           |
| Radio Nacional TV (Audio)                            | IRTP                                    | IRTP                                       | Radio Nacional TV (Segunda etapa)   |
| Tele Vida (Canal 55 luego 31 Lima)                   | Asociación Vida Televisión              | Corporación EW                             | Willax                              |
| Bego TV (Canal 11 Lima)                              |                                         | Red Bicolor de Comunicaciones              | RBC Televisión                      |
| Canal Familiar (Canal 11 Lima)                       | Club 700                                | Televisión Nacional Peruana                | Austral Televisión                  |
| Austral Televisión (Canal A) (Canal 11 Lima)         | Televisión Nacional Peruana             | RadioCorp                                  | RBC Televisión                      |
| OK TV (Canal 11 Lima)                                | Red Bicolor de Comunicaciones           | RadioCorp                                  | RBC Televisión                      |
| RBC Televisión                                       | Red Bicolor de Comunicaciones           | RadioCorp                                  | Viva TV (Canal 11 Lima)             |
| Panamericana de Teleeducación (Canal 13 Lima)        | Panamericana Televisión                 | Univision                                  | Univision                           |
| Univision (Canal 13 Lima)                            | Univision                               | Empresa Radiodifusora 1160                 | Stereo 33 Televisión                |
| Stereo 33 Televisión (Canal 33 Lima)                 | Empresa Radiodifusora 1160              | Grupo ATV                                  | Canal 13                            |
| América Next                                         | Grupo ATV Grupo Plural TV               | Grupo ATV                                  | Global                              |
| Uranio 15                                            | Empresa Alliance                        | Grupo ATV                                  | La Tele                             |
| La Tele (Canal 15 Lima)                              | Grupo ATV Empresa Alliance              | Grupo ATV                                  | ATV+ (Canal 15 Lima)                |
| ATV Sur (Canal 23 Lima)                              | Grupo ATV Televisión Nacional Peruana   | Grupo ATV                                  | ATV+ (Canal 23 Lima)                |
| ATV+ (Canal 23 Lima)                                 | Grupo ATV Andina de Radiodifusión       | Grupo ATV                                  | La Tele (Canal 23 Lima)             |
| Unitel                                               | Júpiter TV                              | Grupo RPP                                  | Capital TV                          |
| Cubo TV (Canal 33 Lima)                              | Empresa Interamericana de Radiodifusión | Empresa Interamericana de Radiodifusión    | Canal 33 UHF                        |
| Canal 33 UHF (Canal 33 Lima)                         | Empresa Interamericana de Radiodifusión | Universidad de San Martín de Porres        | USMP TV                             |
| Antena Norte Televisión (Canal 57 luego 17 Chiclayo) | Optimus S.R.L.                          | Universidad de San Martín de Porres        | USMP TV (Canal 12.1 Chiclayo)       |
| Canal 57 UHF                                         | Julio Jáuregui (accionista mayoritario) | Enlace Televisión                          | Enlace                              |
| Cable Mágico Noticias                                | Cable Mágico                            | Cable Mágico                               | Antena Informativa                  |
| Antena Informativa                                   | Cable Mágico                            | Cable Mágico                               | Plus TV                             |
| 6 Express Televisión                                 | Cable Express                           | Telmex                                     | Canal 6 Telmex TV                   |
| Canal 6 Telmex TV                                    | Telmex                                  | Claro                                      | Canal 6 Claro TV                    |
| Visión 20                                            | Cable Mágico                            | Cable Mágico                               | Fem TV                              |
| Fem TV                                               | Cable Mágico                            | Movistar TV                                | Yups Channel                        |
| Movistar TV                                          | Movistar TV                             | GolTV Tenfield                             | Gol Perú                            |
| Target TV                                            | Quality Products                        | Quality Products                           | Quality Channel                     |
| Oasis TV (Canal 59 luego 15 Chiclayo)                | Oasis TV                                | Phicihua Palomino, Julio Jose              | TV Canal 15 Chiclayo                |
| TeleVida (Canal 2 Moyobamba)                         | Tele Vida E.I.R.L.                      | Canal Católico San Gabriel                 | Canal San Gabriel                   |
| Century TV (Canal 31 Trujillo)                       |                                         | Kairos Telecomunicaciones S.A.C            | Kairos TV (Canal 31 Trujillo)       |
| Kairos TV (Canal 31 Trujillo)                        | Kairos Telecomunicaciones S.A.C         | Cadena de Radio y Televisión Cosmos S.A.C. | TV Cosmos (Canal 31 Trujillo)       |
| UCV Satelital (Canal 15 Trujillo)                    | Universidad Cesar Vallejo               | Cadena de Radio y Televisión Cosmos S.A.C. | TV Cosmos (Canal 15 Trujillo)       |
| USS Satelital (Canal 45 Chiclayo)                    | Universidad Señor de Sipán              | Cadena de Radio y Televisión Cosmos S.A.C. | TV Cosmos (Canal 45 Chiclayo)       |
| ATV (Canal 19 Trujillo)                              | Andina de Radiodifusión                 | Grupo ATV Empresa Alliance                 | La Tele (Canal 19 Trujillo)         |
| La Tele (Canal 19 Trujillo)                          | Grupo ATV Empresa Alliance              | Grupo ATV Andina de Radiodifusión          | ATV+ (Canal 19 Trujillo)            |
| ATV+ (Canal 19 Chiclayo)                             | Grupo ATV Andina de Radiodifusión       | Grupo ATV Televisión Nacional Peruana      | ATV Sur (Canal 19 Chiclayo)         |
| Universal Televisión (Canal 21 Trujillo)             | Cruzado Productores S.A.C.              | Video Films S.A.C.                         | Sol TV (Canal 21 Trujillo)          |
| Universal Televisión (Canal 27 Chiclayo)             | Cruzado Productores S.A.C.              | Video Films S.A.C.                         | Sol TV (Canal 27 Chiclayo)          |
| Universal Televisión (Canal 15 Cajamarca)            | Cruzado Productores S.A.C.              | Video Films S.A.C.                         | Sol TV (Canal 15 Cajamarca)         |
| CTV (Canal 45 Trujillo)                              | EMPRESA RADIODIFUSORA Y TV CRISTAL S.A. | Retos TV                                   | Retos TV (Canal 45 Trujillo)        |
| CTV (Canal 45 Trujillo)                              | EMPRESA RADIODIFUSORA Y TV CRISTAL S.A. | Hosanna TV                                 | Hosanna TV (Canal 45 Trujillo)      |
| Canal 47 (Canal 47 Trujillo)                         |                                         | Grupo RPP                                  | Capital TV (Canal 47 Trujillo)      |
| ATV Sur (Canal 23 Chiclayo)                          | Grupo ATV Televisión Nacional Peruana   | Grupo ATV Andina de Radiodifusión          | ATV+ (Canal 23 Chiclayo)            |
| Global Televisión (Canal 11 Cusco)                   | Grupo ATV Empresa Radiodifusora 1160    | Grupo ATV Andina de Radiodifusión          | ATV+ (Canal 11 Cusco)               |
| ATV Sur (Canal 11 Tacna)                             | Grupo ATV Televisión Nacional Peruana   | Grupo ATV Andina de Radiodifusión          | ATV (Canal 11 Tacna)                |

### Canales desaparecidos permanentemente
Estos son los canales desaparecidos de manera permanente.
| Canal                                              | Propietario anterior                                        |
| -------------------------------------------------- | ----------------------------------------------------------- |
| Monitor                                            | Telecable                                                   |
| Cable Canal de Noticias                            | Diario Expreso                                              |
| Cable Mágico Cultural                              | Cable Mágico                                                |
| Cable Mágico TV                                    | Cable Mágico                                                |
| Yups Channel                                       | Movistar TV                                                 |
| Movistar Series                                    | Movistar TV                                                 |
| Movistar eSports Ubeat                             | Movistar TV                                                 |
| Movistar Música                                    | Movistar TV                                                 |
| Fusión Gourmet                                     | Grupo Plural TV                                             |
| Canal 6 Claro TV                                   | Claro                                                       |
| Villa TV (Canal 45 Lima)                           |                                                             |
| Fox Sports Perú                                    | Fox Broadcasting Company                                    |
| TV Ovación (Canal 57 Lima)                         |                                                             |
| Televisión Continental (Canal 6 Arequipa)          |                                                             |
| Televisora Sur Peruana (Canal 2 Arequipa)          |                                                             |
| Star TV (Canal 4) Lima                             |                                                             |
| Star TV (Canal 4 Arequipa Tacna)                   | Star Global.com                                             |
| Pacífico TV (Canal 42 luego 41 Lima)               |                                                             |
| Moyobamba Televisión (Canal 4 Moyobamba)           | Moyobamba Televisión                                        |
| Ancash Television (Canal 2 Huaraz)                 |                                                             |
| Videoriente (Canal 6 Pucallpa)                     |                                                             |
| Nor Peruana (Canal 8 Trujillo)                     |                                                             |
| Maranatha TV (Canal 51 luego 17 Trujillo)          |                                                             |
| ATV+ (Canal 19 Trujillo)                           | Grupo ATV Andina de Radiodifusión                           |
| Hosanna TV (Canal 45 Trujillo)                     | Hosanna TV                                                  |
| Capital TV (Canal 47 Trujillo)                     | Grupo RPP Júpiter TV                                        |
| Canal 49 (Canal 49 Trujillo)                       |                                                             |
| Arpeggio TV (Canal argentino)                      | Albavisión Grupo ATV                                        |
| Canal Lima 2019                                    | Panam Sports Movistar TV                                    |
| Capital TV                                         | Grupo RPP Júpiter TV                                        |
| Fuego TV                                           | Fuego Media Group                                           |
| Latina Televisión (Analógico) (Canal 2 Lima)       | Grupo Enfoca Compañía Latinoamericana de Radiodifusión      |
| América Televisión (Analógico) (Canal 4 Lima)      | Grupo Plural TV Compañía Peruana de Radiodifusión           |
| Panamericana Televisión (Analógico) (Canal 5 Lima) | Panamericana Televisión Inversiones Panamericana Televisión |
| TV Perú (Analógico) (Canal 7 Lima)                 | IRTP                                                        |
| ATV (Analógico) (Canal 9 Lima)                     | Grupo ATV Andina de Radiodifusión                           |
| Viva TV (Analógico) (Canal 11 Lima)                | RadioCorp Red Bicolor de Comunicaciones                     |
| Global Televisión (Analógico) (Canal 13 Lima)      | Grupo ATV Empresa Radiodifusora 1160                        |
| ATV+ (Analógico) (Canal 21 luego 23 luego 15 Lima) | Grupo ATV Andina de Radiodifusión                           |
| La Tele (Analógico) (Canal 15 luego 23 Lima)       | Grupo ATV Empresa Alliance                                  |
| Quality Channel                                    | Movistar TV                                                 |

## Producciones nacionales
En la televisión existen varios géneros. Entre ellos se encuentran los programas de entretenimiento, como los concursos (que destaca principalmente a Habacilar), los humorísticos (como Risas y salsa), la telerrealidad, los espectáculos y la ficción (entre telenovelas y series). En un principio existían los programas ómnibus, que transmitían contenido misceláneo. La viveza criolla fue, para Alex Huerta-Mercado, uno de los mayores distintivos televisivos. Para el crítico Fernando Vivas, el programa Simplemente María, de 1969, fue el principal impulso de la popularidad de la televisión. También están los programas infantiles, que nacieron con las producciones de Yola Polastri y que decayeron tras la cancelación de América Kids.
Cabe señalar que la exigencia de producciones se consolidó en el antiguo Reglamento General de Telecomunicaciones (por el entonces gobierno de Juan Velasco Alvarado), en el cual la ley obligó a las empresas televisivas destinar al menos el 60 % de su horario de emisión en contenido hecho en el Perú, según se evidencia la ley 19020. Inspirado en la industria de Brasil, sobresalieron las producciones de Panamericana tanto de entretenimiento como informativos (al menos en los años 1980).
En 1986 el gobierno de Alan García impulsó la cuota mínima del 5 % en contenido producido por aristas locales. En 1988 estableció la iniciativa Ofensiva cultural para forzar sin éxito la inclusión contenido de tal temática en su programación, incluido música nacional; que fue un antecedente al programa Aprendo en casa en el 2020. 
En la década 1990, surgió la mayor producción nacional con 83 horas semanales. Sin embargo, la falta de calidad de los programas de concurso y cómicos, manipulados por la propaganda gubernamentalista de Alberto Fujimori, convertirían a este medio en un «ambiente poco favorable para la convivencia», en palabras de diario El Comercio.
Candamo: La última selva sin hombres fue uno de los pocos proyectos que la audiencia consideró como un producto de calidad y que tuvo buenos índices de audiencia en esa década. Se trató de una miniserie creada por el publicista Daniel Wininsky que se emitió en 1999 en América Televisión con picos de 65 puntos de rating.
Para los años 2000, el porcentaje mínimo exigible de producciones nacionales por la Ley de Radio y Televisión bajó al 30 % de su programación, a pesar de que en los años 1980 y 1990 las emisoras dedicaron la mitad de su programación en abierto a contenidos importados. Sin embargo, no se aclaró su aplicación debido a que se trata de una disposición complementaria de la ley que no especificaba el tipo de producción exigido por la emisora.
Para 2005, sin contar a TV Perú por ser netamente nacional, en la televisión comercial Latina apostó las producciones de ficción originales a cargo Iguana Producciones, ATV en telerrealidad y Panamericana en concursos y colaboraciones con América para alcanzar el 75 % de su parrilla. Para 2015, la producción original en los tres más sintonizados canales de televisión superó la mitad de su programación, con matices. Latina obtuvo el 85 % de su parrilla; América, el 65 %; y el grupo ATV, alrededor del 60 %, tanto en su canal central como en sus hermanos ATV Sur y ATV+.

### Década de 2020
Hacia la década de 2020, la producción de contenidos televisivos entró en decadencia a causa de la masificación de las plataformas de streaming, a pesar de una política cultural que buscaba producir contenidos que reflejaran la diversidad étnica del país. Esto coincidió con la preferencia de la señal abierta (a excepción de los canales estatales) por los programas enlatados (como el caso de las repeticiones Walker Texas Ranger, por ejemplo) y la reducción del presupuesto de sus producciones. Kantar Ibope Media afirmó que el coste publicitario bajó considerablemente, hasta el punto de que los medios tradicionales destinan su franja para sobrevivir. La franja de anuncios publicitarios suele ocupar entre 10 y 30 minutos por hora, lo que induce a la fatiga.
Las telenovelas son uno de los formatos más consolidados de la televisión, según Jenny Canales (2021), con estilos mexicanos, turcos e indios frente a una producción nacional que brilla por su ausencia. Eric Jürgensen, director de contenidos de América Televisión, afirmó que los canales tradicionales apostaron por las telenovelas clásicas, algo que en América consideran como su principal formato de entretenimiento.  La actriz Francisca Aronsson criticó que en Perú no existe una industria televisiva formal y que por eso los peruanos están acostumbrados a producciones mediocres. La columnista de televisión Patricia Salinas, al comparar los avances en la cartelera de producciones televisivas y teatrales, se preguntó: «¿Por qué en televisión no salimos de las mismas historias de siempre?».
En cuanto al público, la televisión de señal abierta dejó de ser importante para el público juvenil, ya que este adoptó las redes sociales. De hecho, el cantante Lenin Tamaño, popular en jóvenes de varios países, señaló que es común que los pocos programas de producción nacional inviten a los famosos y, al mismo tiempo, se les hagan imitaciones o parodias para mofarse de ellos. Según Infobae, además de las telenovelas y los contenidos familiares de corte tradicional, los programas nacionales con mayor audiencia son los cómicos los sábados y los de investigación social los domingos.
En 2024, la columnista de Caretas, Patricia Salinas, señaló que El gran chef famosos era una de las pocas producciones televisivas que tenía más público infantil que adulto gracias a sus repeticiones en YouTube. Además, Ricardo Morán, director de El gran chef famosos y otras producciones de Latina Televisión, reveló que para que un programa sea importante para la familia, debe ofrecer contenido auténtico y emocional que fomente vínculos entre los protagonistas y el público, priorizando valores universales y narrativas inclusivas.
Por otro lado, a pesar de que Canal IPe es el único dirigido exclusivamente al segmento más joven, la productora de televisión Rochi Hernández afirmó que la Asociación de Radio y Televisión del Perú ya no consideraba rentable dedicar recursos a este grupo de edad en su parrilla televisiva comercial. Karina Rivera, conocida por Karina y Timoteo, comentó que «la televisión ahora es difícil para el mundo infantil, porque lamentablemente vive de los auspicios, ¿no?»
En 2025, Michelle Alexander, productora de América Televisión, elogió las telenovelas de Latina Televisión, pero criticó que no tuvieran la misma audiencia que las producciones de su canal. Además, invitó a los canales Panamericana y ATV a apostar por producciones nacionales.

## En la cultura popular
En los años 2010, Miguel Villalobos se dedicó a producir en redes sociales vídeos de humor absurdo a partir de una serie de extractos de diversas etapas de la televisión peruana. En 2020, los episodios más importantes de políticos y figuras de la televisión peruana se presentaron en la película experimental El betamax de Genaro. El crítico Francisco Torres señaló que la recopilación de este material describe la realidad del país, principalmente durante el gobierno de Alberto Fujimori, y que varios de sus rasgos sociales persistieron durante años.